# 潭城镇
潭城镇是中国福建省福州市平潭县下辖的一个镇。2021年4月，撤销潭城镇、澳前镇、岚城乡，设立海坛街道办事处，行政区域界线随原潭城镇、澳前镇、岚城乡行政区域界线。区域面积10.3平方千米。

## 行政区划
潭城镇共辖8个社区、4个行政村，分别是：
辕门社区、右营社区、瑞龙社区、城东社区、红山社区、宝湖社区、中埔社区、桂山社区、白鹭社区、东门社区、佳林社区、城北村、城南村、城中村、北门村、武警社区和看守社区。